# Saneyoshi Yasuzumi
Saneyoshi Yasuzumi est un nom japonais traditionnel ; le nom de famille (ou le nom d'école), Saneyoshi, précède donc le prénom (ou le nom d'artiste).
Le vicomte Saneyoshi Yasuzumi (実吉 安純) (20 mars 1848 - 1er mars 1932) est un amiral de la marine impériale japonaise qui fut pionnier de la médecine navale.

## Biographie
Né dans le domaine de Satsuma (actuelle préfecture de Kagoshima) Saneyoshi intègre le corps médical du nouveau ministère de l'Armée du gouvernement de Meiji en 1871 et commence à travailler avec la marine impériale japonaise en 1872. Nommé lieutenant en 1876, il est promu capitaine de corvette en 1878. Du 19 juillet 1879 au 22 septembre 1885, il est envoyé au Royaume-Uni pour étudier les dernières techniques médicales, notamment celles concernant le domaine maritime.
De retour au Japon, Saneyoshi est promu commandant et devient instructeur à l'académie navale de médecine. Il est promu capitaine en 1886 et est directeur de l'école navale de médecine de 1889 à 1891. En 1892, il est promu contre-amiral.
Saneyoshi réalise un traité majeur sur les techniques médicales navales employées durant la première guerre sino-japonaise intitulé Histoire chirurgicale et médicale de la guerre navale entre le Japon et la Chine en 1894-95. Son livre est traduit en anglais et une copie est actuellement disponible à la bibliothèque de l'université Harvard.
Le 9 mai 1900, Saneyoshi reçoit le titre de baron (danshaku) selon le système de noblesse kazoku. Plus tard dans l'année, il voyage en Europe pour étudier les dernières techniques médicales, se rendant au Royaume-Uni, en France, en Allemagne, en Autriche, et en Russie.
De retour au Japon, Saneyoshi se retire de l'armée et sert de 1905 à 1907 comme membre de la chambre des pairs. En septembre, son titre est élevé en vicomte (shishaku) pour ses contributions dans le développement de la médecine japonaise.
Saneyoshi est promu vice-amiral le 23 septembre 1919 à titre honoraire quatre ans après son retrait officiel des réserves. Il est considéré comme l'un des fondateurs de l'université Jikei de médecine (en), une importante faculté de médecine japonaise, y servant comme doyen en 1920-1921. Il meurt en 1932.